# Maxillaria mungoschraderi
Maxillaria mungoschraderi là một loài thực vật có hoa trong họ Lan. Loài này được R.Vásquez & Ibisch mô tả khoa học đầu tiên năm 2001.